# Merki
Merki (kasachisch Меркі; russisch Мерке Merke) ist eine Kleinstadt im äußersten Süden der Republik Kasachstan und ist Verwaltungssitz des Bezirks Merki im Gebiet Schambyl.
Merki hat 11.700 Einwohner und liegt 370 km westlich von Almaty und 60 km östlich von Taras,
an der Nordflanke des Kirgisischen Gebirges. Der gleichnamige rechte Nebenfluss des Kuragaty, Merki, durchfließt den Ort.
Merki liegt an der Bahnstrecke Lugowoi–Bischkek.

## Geografie
37 km südlich befindet sich ein türkisches Heiligtum, das, auch wegen seiner Abgelegenheit, sehr gut erhalten ist. Es liegt auf 3000 m Höhe in den Bergen. Bisher wurden über 250 Objekte gefunden, darunter 70 Stelen. 1998 wurde das Heiligtum zum UNESCO-Weltkulturerbe erklärt.

## Geschichte
Im Mittelalter war Merke eine Stadt mit quadratischem Umriss, geschützt von einer Stadtmauer, am Ufer eines Flusses.  Im Südwesten sind die Reste einer Zitadelle erhalten. Die Stadt lag an einer Handelsstraße zwischen Bischkek und Taraz.
In Ausgrabungen wurden Relikte der Sogdier, Turkvölker, Karluken, Karakhaniden und Mongolen gefunden. Eine in der Stadt erbaute Kirche wurde (vor 985) in eine Moschee umgewandelt.
Im frühen 13. Jahrhundert wurde die Stadt von den Mongolen zerstört. Im 19. Jahrhundert siedelten sich hier wieder Menschen aus Kokand an.
1893–94 untersuchte Wilhelm Barthold zum ersten Mal die Ruinen, danach erfolgten 1936, 1954 und 2000 kleinere Grabungen. Ab 2006 wurden umfangreichere Grabungen durchgeführt.

## Bevölkerung
Bei der Volkszählung 1999 wurde für Merki eine Einwohnerzahl von 12.882 Menschen angegeben. Bei der Volkszählung im Jahr 2009 hatte der Ort 13.467 Einwohner. Bei der letzten Volkszählung 2021 lebten 17.133 Menschen in Merki. Zum 1. Januar 2025 ergab die Fortschreibung der Bevölkerungszahlen eine Einwohnerzahl von 17.069 Menschen.
| Einwohnerentwicklung               | Einwohnerentwicklung | Einwohnerentwicklung | Einwohnerentwicklung | Einwohnerentwicklung | Einwohnerentwicklung | Einwohnerentwicklung | Einwohnerentwicklung |
| 1939                               | 1959                 | 1970                 | 1979                 | 1989                 | 1999                 | 2009                 | 2021                 |
| ---------------------------------- | -------------------- | -------------------- | -------------------- | -------------------- | -------------------- | -------------------- | -------------------- |
| 3.961                              | 10.419               | 16.516               | 19.055               | 17.320               | 12.882               | 13.467               | 17.133               |
| Anmerkung: Volkszählungsergebnisse |                      |                      |                      |                      |                      |                      |                      |

## Söhne und Töchter des Ortes
- Serik Bürkitbajew (* 1957), Manager und Politiker
- Bauyrschan Muchametschanow (* 1960), Politiker